# Nemoura nervosa
Nemoura nervosa är en bäcksländeart som beskrevs av Pictet, F.J. 1836. Nemoura nervosa ingår i släktet Nemoura och familjen kryssbäcksländor. Inga underarter finns listade i Catalogue of Life.